# Marin Henri Jansen
Pour les articles homonymes, voir Jansen.
Marin Henri Jansen, né le 10 septembre 1817 à Anvers et mort le 8 septembre 1893 à La Haye, est un officier de marine et océanographe néerlandais.

## Biographie
Entré dans la Marine à 12 ans, il sert sur la corvette Proserpine sur l'Escaut jusqu'en novembre 1831. Il incorpore ensuite l’Institut naval et en sort quatre ans plus tard comme aspirant de première classe à bord de la frégate Bellona qui croise en mer du Nord. En 1836, il s'embarque pour les Indes néerlandaises où il est placé sous les ordres du capitaine Koopman à Surabaya. L'année suivante, il est affecté sur la goélette Crocodile au service des levés maritimes. Il arpente ainsi l'archipel Riau dans le détroit de la Sonde. Il revient en Hollande en 1841, à bord de la frégate Maas, commandée par son oncle le capitaine Van Marin, et peu après se voit confier le commandement d'une canonnière dans l'Escaut. En octobre 1842, il repart aux Indes néerlandaises à bord de la frégate Palembang. Il est alors chargé d'étudier les eaux navigables proche de Surabaya et entre à la commission pour l'amélioration de la navigation. En 1844, il cartographie la côte est de Bintong et, en juillet 1845, corrige les relevés de la côte de Sumatra.
Jansen est ministre des colonies hollandaises de 1848 à 1850. Il effectue alors de nombreuses statistiques et des analyses techniques sur la navigation et traduit les études de Matthew Maury. Pour sa rapide organisation d' expédition à Bali, il est fait Chevalier de l'Ordre du Lion d'Or et reçoit une montre et une chaîne en or des marchands de Java,.
En 1853, il est le représentant des Pays-Bas au Congrès tenu à Bruxelles pour établir un système international d'observations, et l'année suivante, est nommé assistant naval de Christoph Buys Ballot à l'observatoire météorologique d'Utrecht.
Vers la fin de 1855, il est envoyé en Angleterre pour participer au voyage d'essai de la Royal Charter en Australie. Il se rend ainsi de Melbourne au détroit de Torres et à Batavia et retourne en Europe en 1857. Après un court service au ministère néerlandais de la Marine, il obtient le commandement du paquebot Djambi pour faire partie de l'escadre hollandaise aux Antilles de 1861 à 1862. Après ce service tropical, il visite l'Angleterre, la France et l'Allemagne pour se familiariser avec les dernières phases de la construction et de l'ornementation navale et, en 1864, publie un ouvrage sur les dernières découvertes dans les affaires maritimes. En 1865, il est nommé commodore du dernier escadron de voile hollandais ; et peu de temps après, est chargé de superviser la construction du cuirassé Prins Hendrik par Laird à Birkenhead.
En 1867, il prend le commandement du Prins Hendrik et entreprend une croisière expérimentale dans la mer du Nord et la Manche. Il se retire du service actif l'année suivante. A cette occasion, il est décoré de la Commanderie de la Couronne de Chêne.
Après une étude sur les mers du Spitzberg, en 1869, il publie une brochure remarquée, A Bridge over the Ocean dans laquelle il préconise l'établissement de lignes de grands bateaux à vapeur vers les États-Unis. En 1873, il est nommé pour représenter les Pays-Bas à Constantinople, dans la commission chargée d'établir l'uniformité des mesures des navires et est honoré par le sultan. L'année suivante, en 1874, il est nommé au conseil d'État, poste qu'il occupe jusqu'à sa mort. Il est aussi promu la même année contre-amiral.
Jansen est le principal promoteur d'une renaissance de l'exploration de l'Arctique en Hollande, et, secondé par son ami, le lieutenant Koolemans Beynen, obtient la création d'un comité arctique à La Haye, et à un appel au public pour des fonds. Le 6 avril 1878, la goélette Willem Barents est lancée et s'embarque pour les mers arctiques, sous le commandement du lieutenant Anton De Bruyne, avec Beynen comme second. L'amiral Marin Henry Jansen en a rédigé les instructions. Il considère alors que la mer de Barents, entre le Spitzberg et la Nouvelle-Zemble, constitue un excellent terrain d'entraînement pour les marins hollandais, mais que le premier voyage doit se limiter à ce qui est facilement accessible. Il pense qu'en augmentant chaque année leurs connaissances et leur expérience, ses compatriotes pourront, avec le temps, être en mesure d'entreprendre des voyages plus dangereux et plus difficiles. Le Willem Barents se rend directement sur l'île d'Amsterdam, près de la pointe nord-ouest du Spitzberg, puis drague et effectue des sondages en haute mer dans la mer de Barents.
Après la mort de Beynen à Makassar, Jansen, bien que profondément peiné, continue à envoyer le Willem Barents dans des expéditions scientifiques. Lors de son deuxième voyage, l'archipel François-Joseph est aperçu et une grande collection d'histoire naturelle est récoltée. En 1880, lors de son troisième voyage, la goélette débarque sur la côte de la Nouvelle-Zemble mais faillit faire naufrage. En 1881, commandée par le capitaine Broekhuysen, d'importants travaux scientifiques sont accomplis et, en 1882, lors de son cinquième voyage, le Willem Barents est le premier navire à trouver et à accueillir les bateaux de Benjamin Leigh Smith réfugiés en Terre François-Joseph. Les sixième et septième voyages, sous le commandement du lieutenant Dalen, rapportent également de précieuses collections et informations hydrographiques.

## Hommages
Une citation de Jules Verne dans Vingt Mille Lieues sous les mers : « Sur la mer, la première impression est le sentiment de l'abîme... », est extraite de l'ouvrage de Jansen La Révolution dans la Marine (1864) que Verne a utilisé comme source. Il mentionne d'ailleurs Jansen dans la première partie du roman au chapitre XIII.
En 1990 Hervé Coutau-Bégarie le qualifie de « un des officiers de marine les plus intéressants du milieu du XIXe siècle ».